# فيل اندروز
فيل اندروز (بالإنجليزية: Phil Andrews)‏ هو سائق سباق بريطاني، ولد في 20 أغسطس 1966.

## روابط خارجية
- فيل اندروز على موقع DriverDB.com (الإنجليزية)